# レインボーブリッジ国定公園
レインボーブリッジ国定公園（レインボーブリッジこくていこうえん、英: Rainbow Bridge National Monument）は、アメリカ合衆国ユタ州南部にあるグレンキャニオン国定レクリエーション地域によって管理されている景観保護地域である。レインボーブリッジ自体は世界でも最も高い自然橋と言われることが多い。1974年に開拓局が報告した径間は275フィート (84 m) だったが、2007年にレーザー光線で計測した値は234フィート (71 m) だった。その頂部では42フィート (13 m)の厚さがあり、幅は33フィート (10 m) である。

## 大きさ

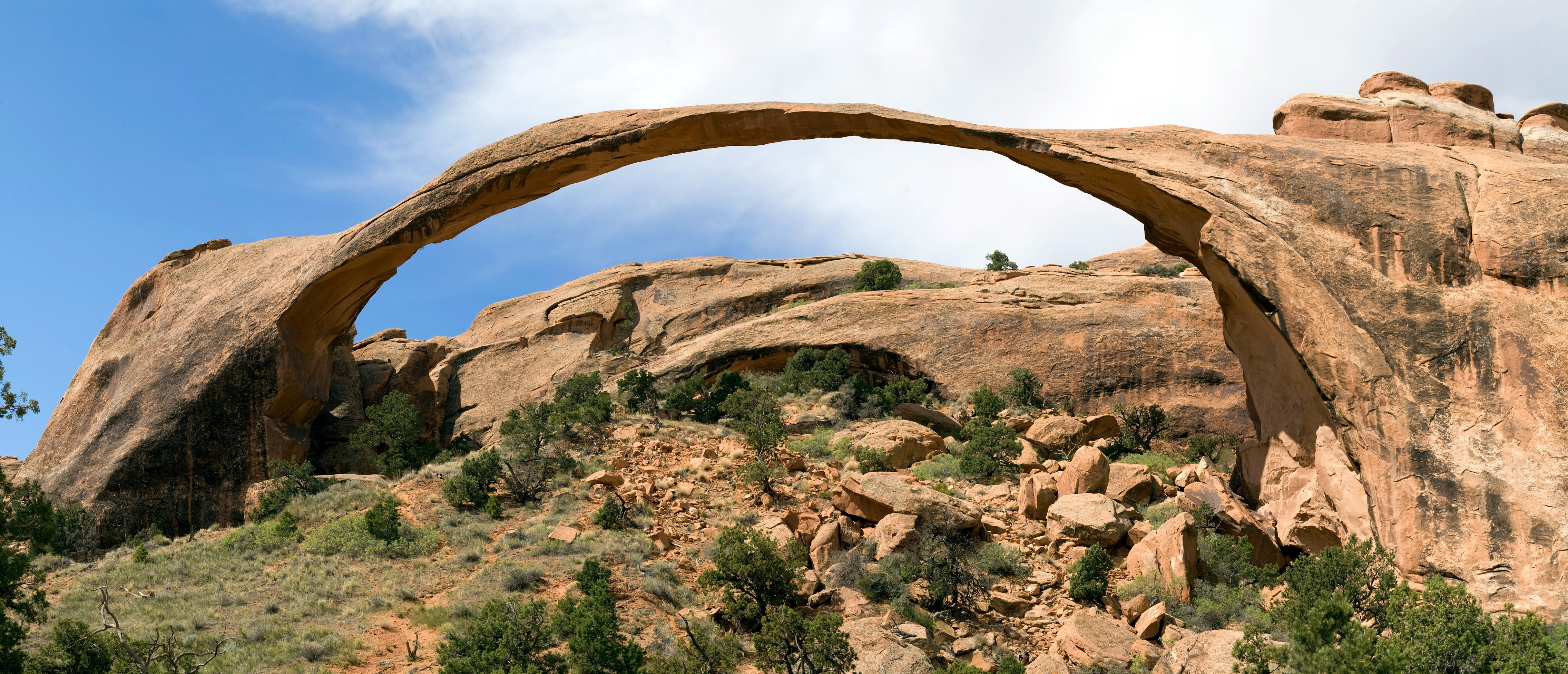
ランドスケープ・アーチ

ユタ州南部には他にも2つの自然のアーチがある。コロブ・アーチとランドスケープ・アーチであり、どちらもレインボーブリッジより径間が数メーター長いことが確認されている。しかし、これらはアーチでありブリッジとは考えられていない。レインボーブリッジの高さは290フィート (88 m) あり、これら2つのアーチよりも高い。ただし、アフリカのチャドにあるアロバ・アーチは高さ394フィート (120 m) とされている。世界で最も高いアーチは中国のテシュクタグ、通称シプトンのアーチであり、推計高さ1,200フィート (370 m) とされている。また同じ中国の広西チワン族自治区にあるジアンレンブリッジ（仙人橋）、通称フェアリーブリッジは径間約295フィート (90 m)、開口部の高さ210フィート (64 m) あり、世界最大の径間を持つ自然橋と見なされている。

## 行き方
レインボーブリッジは世界の大型アーチのなかでも比較的容易に接近できるものであり、アリゾナ州ページにある2か所のマリーナから2時間ボートに乗ってパウエル湖を渡り、ブリッジキャニオンにある国立公園桟橋から1マイル (1.6 km) 足らず歩けばよい。あるいはパウエル湖の南側にある登山口から陸路7日間歩けば行き着ける。ただしこの場合はウィンドウロックにいるナヴァホ族の許可を得る必要がある。

## 地質

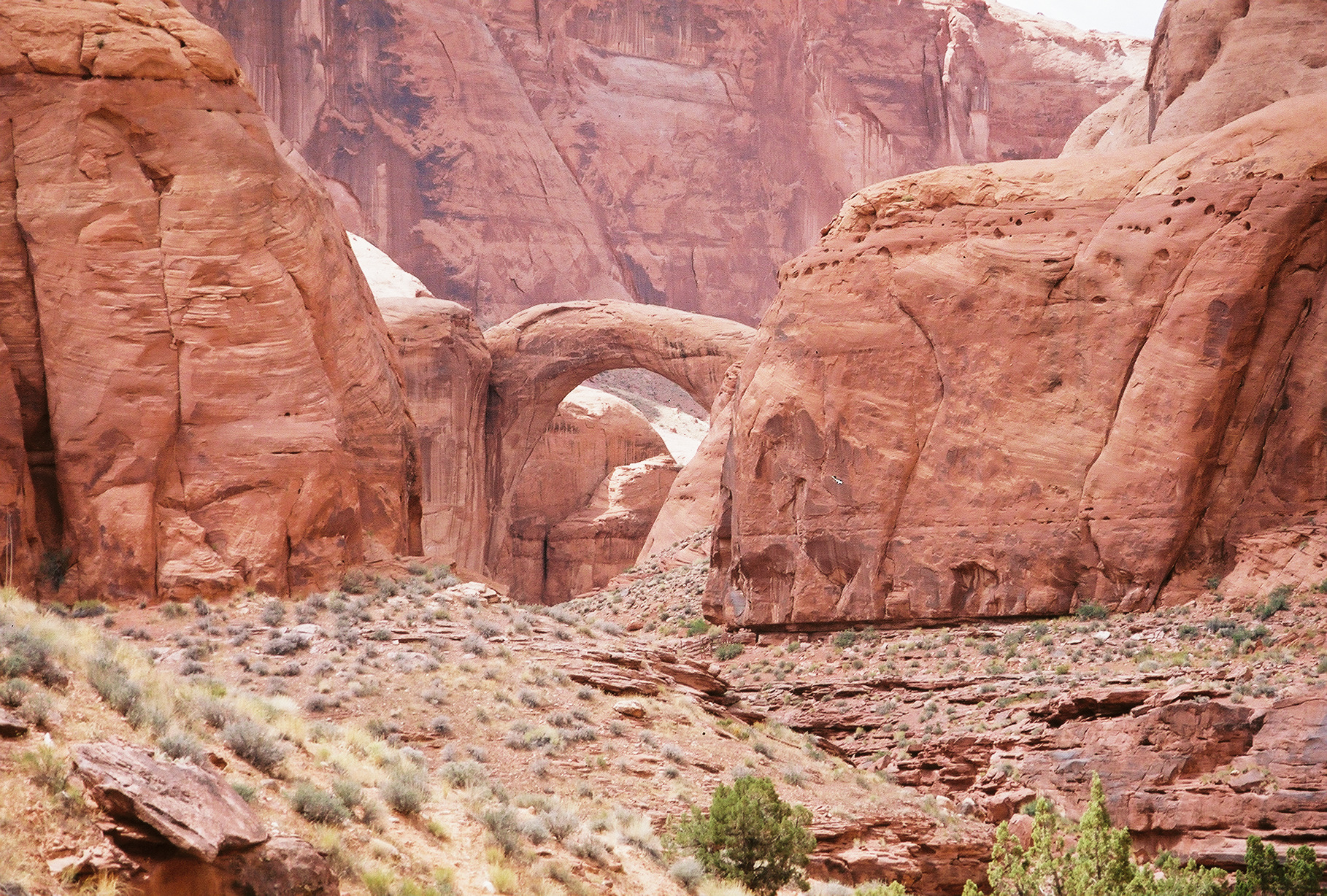
ナヴァホ山側から見たレインボーブリッジと周囲のキャニオン

レインボーブリッジは三畳紀末とジュラ紀に形成された砂岩からできている。三畳紀からジュラ紀にあった激しい気候変動により、サハラ砂漠が作られたような海と砂漠が交互に現れ、硬さの異なる砂岩の層ができた。ジュラ紀の末までに海がこれらの砂岩層を覆い、現在あるように硬く固められたものができた。
最終氷期にブリッジ・クリークが成長しつつあったコロラド川に流れ、まず柔らかい岩層を彫り取り、三畳紀とジュラ紀の硬い岩層が残り、幅広いヘアピン状の屈曲部が生まれ、レインボーブリッジとなる砂岩の「フィン」の周りに流れた。このブリッジの上には以前のクリークの流路が今も見られる。水が屈曲部や広い点の周りに戻ってきて堤にそって渦を生じた。クリークがレインボーブリッジのフィンの周りを流れると、この浸食力のある渦が上流側と下流側でできて、岸壁に丸い窪みを彫り込んだ。最終的にクリークの堆積物が柔らかい砂岩層を洗い流し、硬い層のみを後に残した。

## 歴史

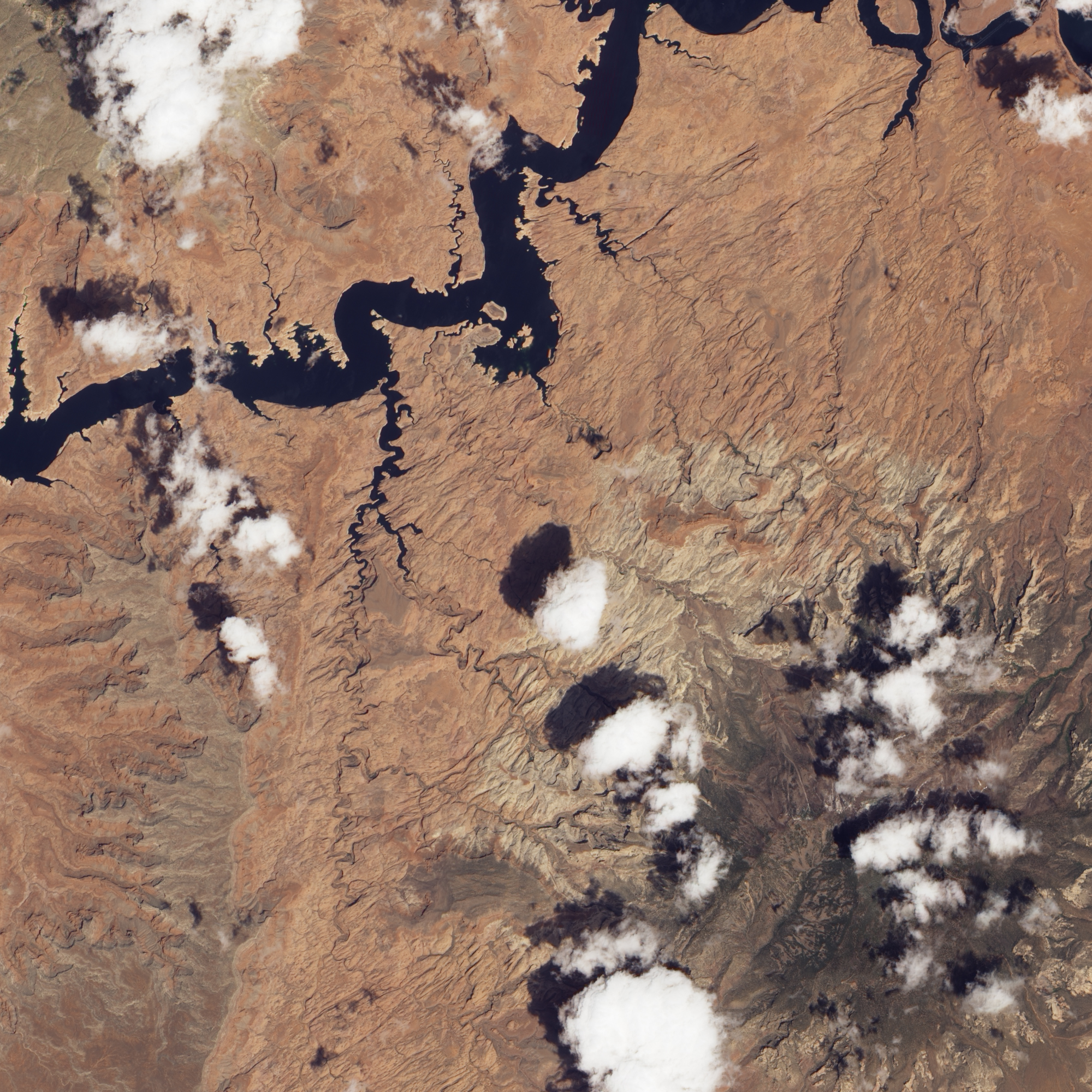
レインボーブリッジ周辺の衛星写真

レインボーブリッジはナヴァホ山の麓にある岩がちで孤立した峡谷にあり、この橋を神聖なものとしていたインディアンによって昔から知られていた。古代プエブロ人からかなり後にパイユート族やナヴァホ族がこの橋を「ノンゾシー」すなわち「石に変わる虹」と呼んだ。現在もインディアンの数家族が近くに住んでいる。
1800年代までに、レインボーブリッジはさまよい歩く罠猟師、鉱山師、カウボーイなどにおそらく見られていた。しかしその存在が外の世界に広められたのは1909年になってからだった。この年2つの探検隊が伝説のブリッジの調査を始めた。1つはユタ大学の学部長バイロン・カミングスが率いたもの、もう1つは州の測量士W・B・ダグラスが率いたものだった。最後は2つの隊が協力しあった。パイユート族の案内人ナスジャ・ビゲイとジム・マイクが道案内し、交易業者で探検家のジョン・ウェザリルも加わった。8月15日午後遅く、現在のブリッジ・キャニオンに入り、探検隊は初めてレインボーブリッジを見た。
翌1910年5月30日、アメリカ合衆国大統領ウィリアム・ハワード・タフトが、レインボーブリッジ国定公園を指定する大統領告示を使った。ユタ州オルヘトすなわちナヴァホ山から徒歩と馬でこの地を訪れた初期の旅人の中にはセオドア・ルーズベルトとゼイン・グレイがいた。第二次世界大戦後グレンキャニオンの筏乗りの人気が出て、レインボーブリッジは近付きやすくなったが、それでもコロラド川を数日間航行し、それから数マイルはキャニオンを歩く必要があった。1950年代初期までに、リーズ・フェリーからジェットボートで上流に遡ることができるようになった。1956年にグレンキャニオン・ダムの建設が承認された。1963年までにダムの水門が閉じられ、パウェル湖ができて川やキャニオンに水を湛え始めた。水位が上がったので、モーターボートが使えるようになり、さらに近付きやすくなったので毎年数千人の観光客が訪れるようになった。
1974年、昔からレインボーブリッジ地域に住んでいたナヴァホ族が、アメリカ合衆国内務省開拓局コミッショナーおよびアメリカ合衆国国立公園局局長を相手取り、連邦地区裁判所に訴訟を起こした。これはパウェル湖の水位上昇で水に浸かったナヴァホ族の宗教上重要な場所を保存しようというものだった。裁判所は水の貯蔵の必要性の方がナヴァホ族の心配事に優先するとして、ナヴァホ族の訴えを却下した。1980年、第10地区控訴裁判所が、公共の場所としてあるレインボーブリッジを閉鎖してナヴァホ族が宗教的儀式を行うことは、全ての市民の信教の自由を守るアメリカ合衆国憲法に違背すると裁定した。
1993年までにアメリカ合衆国国立公園局総合管理計画が多くの公的なデータを取り込んで採用された。この計画実行の一部として、国立公園局はレインボーブリッジに関わるインディアン5部族と相談した。すなわちナヴァホ族、ホピ族、サンフアン南パイユート族、カイバブ・パイユート族、ホワイトメサ・ユト族だった。彼等の関心の中心はレインボーブリッジであり、そこは宗教の神聖な場所であり、保護され、敬意を払ったやり方で訪れるべき所だった。さらに、インディアンは訪れる観光客や、橋の下を歩くことについて心配を表明した。今日国立公園局は、観光客がレインボウブリッジを長く神聖な所として崇めてきた人々にとっての重要性に敬意を払うよう求めている。しかし、観光客がブリッジの下を一方から近付き、他方に抜けること、あるいはクリークの河床を歩くことは違法ではない。橋の下には擦り切れた道があり、常に使われている。